# ستين راسموسن
ستين راسموسن هو فيزيائي دنماركي، ولد في 7 يوليو 1955 في الدنمارك في مملكة الدنمارك.